# Michel-Joseph Dufraisse
Michel-Joseph Dufraisse (né à Clermont-Ferrand  le 12 avril 1730, mort le 17 septembre 1802) est un ecclésiastique qui fut évêque constitutionnel du Cher de 1798 à 1801.

## Biographie
Michel-Joseph Dufraisse est membre de l'Ordre des Jésuites et professeur de théologie à l'université d'Orange lors de la suppression de la Compagnie de Jésus.   
En 1781-1789, il est prieur curé de la paroisse de Vernines, dont la seigneurie appartient à son frère Guillaume Dufraisse, ancien avocat général de la cour des aides de Clermont.  
Lors de la Révolution, il prête le serment civique et devient vicaire épiscopal de l'évêque constitutionnel du diocèse du Puy-de-Dôme. Il est arrêté pendant la Terreur et libéré au début de 1795. 
L'évêque constitutionnel du diocèse du Cher ayant apostasié et s'étant marié pendant la Terreur, il est désigné pour le remplacer, il est sacré à Paris le 28 octobre 1798. Il préside un concile provinciale à Bourges et participe au Concile national de Paris en 1801. Là il s'inquiète curieusement de la nullité de son serment de ne pas accepter de dignité ecclésiastique prononcé lors de son admission dans l'Ordre des Jésuites. Après le Concordat de 1801, il se démet en octobre. Malade, il refuse de se rétracter et meurt non réconcilié le 17 septembre 1802.